# Primatologia
La primatologia és l'estudi dels primats. És una disciplina diversa i interdisciplinària; els primatòlegs poden treballar en departaments de biologia, antropologia o psicologia. És una disciplina molt relacionada amb l'antropologia física, que és la primatologia del gènere Homo, i especialment de l'espècie Homo sapiens. Els camps es creuen en l'estudi dels homínids, que inclouen tots els antecessors de l'home actual.
La primatologia moderna és una ciència molt variada, ja que els seus camps van des dels estudis anatòmics dels antics primats i els estudis de camp dels primats en el seu hàbitat natural, fins a experiments en psicologia animal i llenguatge. Ha generat grans coneixements en els comportaments humans bàsics i en l'origen d'aquests comportaments.

## Primatòlegs destacats
- Jordi Sabater Pi (1922-2009), català, descobridor de les cultures dels ximpanzés, i també del goril·la de costa albí Floquet de Neu.
- Jane Goodall (1934-), anglesa, especialitzada en la sociologia dels ximpanzés.
- Dian Fossey (1932-1985), americana, coneguda sobretot per les seves observacions del goril·la de muntanya.
- Biruté Galdikas (1946-), alemanya, especialista en orangutans.
- Colin Groves, australià nascut britànic, ha estudiat la relació entre els primats i l'evolució humana.